# Kid Ink
Brian Todd Collins (Los Angeles, Kalifornija, SAD, 1. travnja 1986.), bolje poznat po svom umjetničkom imenu Kid Ink (ponekad stilizirano KiD iNk, te ranije poznat kao Rockstar) je američki reper, pjevač, tekstopisac i glazbeni producent. Trenutno ima potpisan ugovor s diskografskom kućom RCA Records. Kid Ink je 2010. godine osnovao diskografsku kuću Tha Alumni Music Group zajedno s DJ Ill Willom i DJ Rockstarom. Prvi miksani album World Tour objavio je 2010. godine pod pseudonimom Rockstar. Krajem godine je promijenio ime u Kid Ink, pa je objavio drugi album Crash Landing, te su sljedeće godine uslijedila dva miksana albuma pod nazivima Daydreamer i Wheels Up. Svoj prvi nezavisni album Up & Away je objavio 2012. godine. Album je na top ljestvici Billboard 200 debitirao na poziciji broj dvadeset. Krajem godine je objavio miksani album Rocketshipshawty.

## Život i karijera

### Raniji život i početci karijere (1986. – 2009.)
Kid Ink je rođen kao Brian Todd Collins, 1. travnja 1986. godine u Los Angelesu, Kaliforniji. Odrastao je u zapadnom dijelu Los Angelesa zajedno sa svojom obitelji, gdje je i pohađao srednju školu Fairfax. Oba roditelja, majka Loree i otac Brian su mu rođeni na istočnoj obali Sjedinjenih Američkih Država. Zajedno sa svojom braćom učio je svirati klavir; jedan od braće je Julian iz grupe The Rangers. Kada je krenuo u školu postao je obožavatelj glazbe i umjetnosti. Uzori su mu bili Jay Z, Kanye West, DMX, Snoop Dogg, Pharrell i Timbaland. Svoje početke karijere proveo je na kontrolnoj ploči kao glazbeni producent. Tijekom tog razdoblja surađivao je s mnogim izvođačima kao što su Diddy, Sean Kingston, Yung Berg i Nipsey Hussle. Poslije toga počeo je pisati tekstove i repati pod pseudonimom Rockstar.

### Tri miksana albuma i veliki uspjeh (2010. – 2011.)
Početkom 2010. godine objavio je prvi miksani album World Tour pod imenom Rockstar. Sredinom godine započeo je svoju pravu glazbenu karijeru, udruživanjem s DJ Ill Willom i DJ Rockstarom, te osnivanjem diskografske kuće Tha Alumni Music Group. Datuma 15. studenog 2010. godine objavio je svoj prvi miksani album Crash Landing pod novim pseudonimom Kid Ink. Album je odmah u prvom tjednu preuzet s interneta u 50.000 primjeraka. Nakon toga objavio je sedam spotova koji su na YouTubeu odmah preskočili broj od 10 milijuna. Kao dodatak napravio je turneju koja je prošla kroz gradove u SAD-u kao što su Los Angeles, Minneapolis, Denver, Kansas City i Buffalo; te kroz gradove diljem svijeta kao što su Toronto, Zürich, Melbourne i Krasnodar u Rusiji.
Godina 2011. bila je još bolja za mladog Kid Inka, kada je datuma 21. lipnja objavio svoj drugi miksani album Daydreamer. Album je u prvom tjednu preuzet 150.000 puta. Producenti albuma su The Runners, Lex Luger, Jahlil Beats, Cardiak i Tha Bizness. Te godine objavio je 13 spotova. Nakon toliko uspjeha nije htio čekati poziv neke diskografske kuće, nego je odmah krenuo dalje, te je 10. listopada objavio još jedan miksani album Wheels Up koji je opet nadmašio prethodni album. Nakon objavljivanja svog trećeg albuma, napravio je malu turneju koja se zaustavljala u zaljevskom području San Francisca, New Yorku, Bostonu, Chicagu, Denveru, Torontu i Danskoj. Na koncertima je bilo od 600 do 2000 ljudi.

### Debitantski singl i nezavisni album (2012. - danas)
Godine 2012., datuma 14. siječnja, Kid Ink je objavio svoj prvi nezavisni debitantski singl "Time of Your Life". Sredinom veljače singl "Time Of Your Life" u svom prvom tjednu prodan je u 18.500 primjeraka. Kid Ink je 28. veljače završio na naslovnici časopisa XXL zajedno s ostalih devet novih izvođača povodom godišnje liste novih izvođača Top 10 Freshman. Datuma 12. lipnja je objavio prvi nezavisni album Up & Away. Album je u prvom tjednu prodan u 19.800 primjeraka, te je na top ljestvici Billboard 200 debitirao na poziciji broj dvadeset. Krajem kolovoza započeo je europsku turneju koju je završio početkom listopada. Odradio je 26 koncerata u 35 dana. Miksani album Rocketshipshawty objavio je 21. studenog 2012. godine. Kid Ink je početkom siječnja 2013. godine potpisao ugovor s diskografskom kućom RCA Records.

## Diskografija

### Nezavisni albumi
- Up & Away (2012.)

### Miksani albumi
- World Tour (2010.)
- Crash Landing (2010.)
- Daydreamer (2011.)
- Wheels Up (2011.)
- Rocketshipshawty (2012.)

## Vanjske poveznice
- Službena stranica
- Kid Ink na Allmusicu
- Kid Ink[neaktivna poveznica] na Discogsu
- Kid Ink na Billboardu
- Kid Ink  Arhivirana inačica izvorne stranice od 31. svibnja 2012. (Wayback Machine) na MTV